# Андре Еглі
Андре Еглі (нім. André Egli, нар. 8 травня 1958, Беретсвіль) — швейцарський футболіст, що грав на позиції захисника, зокрема, за «Грассгоппер», а також національну збірну Швейцарії. По завершенні ігрової кар'єри — тренер.

## Клубна кар'єра
У дорослому футболі дебютував 1978 року виступами за команду клубу «Грассгоппер», в якій провів шість сезонів, після чого перейшов до дортмундської «Боруссії», яка у той період здебільшого боролася за збереження місця у Бундеслізі.
Після одного сезону в Німеччині повернувся до «Грассгоппера». Загалом провів за цю цюриську команду одинадцять сезонів, протягом яких вона перебувала серед лідерів швейцарського футболу. Зокрема Еглі у її склдаді по чотири рази виграв чемпіонат Швейцарії і національний кубок.
Згодом протягом 1990—1992 років захищав кольори команди клубу «Ксамакс», а завершував професійну ігрову кар'єру у «Серветті», за який виступав протягом 1992—1994 років. У своєму останньому в кар'єрі сезоні здобув у складі цієї команди свій п'ятий титул чемпіона Швейцарії.

## Виступи за збірну
1979 року дебютував в офіційних матчах у складі національної збірної Швейцарії. Протягом кар'єри у національній команді, яка тривала 16 років, був здебільшого основним гравцем збірної і провів у її формі 77 матчів, забивши 8 голів.
Однак у цей період швейцарці не могли пробитися до фінальних частин великих міжнародних турнірів. Уперше з 1966 року їм це вдалося лише 1994 року, коли вони стали учасниками чемпіонату світу у США. Досвілченого 36-річного захисника було включено до заявки команди на цей турнір, проте на поле виходили його молодші партнери по команді, а Еглі провів увесь турнір на лаві для запасних.

## Кар'єра тренера
Розпочав тренерську кар'єру невдовзі по завершенні кар'єри гравця, 1995 року, очоливши тренерський штаб клубу «Тун».
1999 року став головним тренером «Люцерна», тренував люцернську команду два роки. Згодом також очолював команди німецького  «Вальдгофа» та «Аарау».
Останнім місцем тренерської роботи був південнокорейський «Пусан Ай Парк», головним тренером команди якого Андре Еглі був протягом 2006 року.

## Титули і досягнення
- Чемпіон Швейцарії (5):

«Грассгоппер»: 1981-82, 1982-83, 1983-84, 1989-90
«Серветт»: 1993-94
- Володар Кубка Швейцарії (4):

«Грассгоппер»: 1982-83, 1987-88, 1988-89, 1989-90
- Володар Суперкубка Швейцарії (2):

«Грассгоппер»: 1989
«Ксамакс»: 1990